# Krisztus király szobor (Almada)
A Krisztus király szobor (Cristo-Rei) Jézust ábrázoló műalkotás a portugáliai Almada településen, Lisszabon közvetlen közelében, a Tajo folyó partján.
A 82 méter magas talapzaton álló, Lisszabon városa felé forduló szobor 28 méter magas, és ezzel az egyik legmagasabb portugáliai építménynek számít.
Az alkotás ötlete a lisszaboni dóm egykori érsekétől, Manuel Gonçalves Cerejeirától származik, aki 1934-ben meglátogatta az egykori brazil fővárost és az ott 1931-ben felavatott világhírű szobrot. Felállítását végül a római katolikus egyházat támogató António de Oliveira Salazar, Portugália miniszterelnöke rendelte el.
A műalkotás építése 1949. december 18-án kezdődött, és mintegy tízéves építési időt követően 1959. május 17-én avatták fel a szobrot 300 000 vendég jelenlétében.
A műemlék talapzata, amelyet António Lino tervezett, kapuformájú és összesen 82 méter magas. Ennek tetején - ahol kilátópont is található - áll valójában maga a Krisztus-szobor (28 méter), amely Francisco Franco de Sousa szobrászművész nevéhez fűződik. A talapzatban két kápolna is helyet kapott, a kilátóhoz pedig csigalépcső és gyorslift vezet.